# فاطمة الزلزلة
فاطمة الزلزلة هي مهندسة كهربائية كويتية وناشطة بيئية شاركت في تأسيس منظمة غير ربحية تعمل على إعادة تدوير القمامة.

## سيرة
ولدت الزلزلة في الكويت. تلقت تعليمها في مدرسة ماريا القبطية بالزهراء ثم درست الهندسة الكهربائية في الجامعة الأمريكية للشرق الأوسط في العقيلة بالكويت. أثناء دراستها، فازت بالمركز الأول في مسابقة المشاريع والابتكار We Unite 2018.
أسست مبادرة Eco Star غير الربحية في أوائل عام 2019، والتي تشجع الأفراد والشركات في الكويت على تسليم نفاياتهم مثل الورق والبلاستيك والمعادن مقابل البذور والنباتات والأشجار. وبحلول نهاية عام 2020، أعادت Eco Star تدوير ثلاثة أطنان ونصف من البلاستيك و10 أطنان من الورق و120 طنًا من المعدن. كما تعمل شركة الزلزلة على زيادة الوعي بإعادة التدوير والتهديدات التي تتعرض لها البيئة وكيف يمكن للشباب العمل من أجل الطبيعة في المدارس المحلية.
في عام 2020، كُرمت من برنامج الأمم المتحدة للبيئة لعملها في تسليط الضوء على الأهمية البيئية والقيمة الاقتصادية لإعادة التدوير في الكويت وسميت كواحدة من أبطال الأرض الشباب السبعة والفائزة الإقليمية لغرب آسيا.
في عام 2021، تحدثت كجزء من حلقة نقاشية بعنوان "تقاطع النوع الاجتماعي والمناخ: تعزيز التأثير من خلال إجراءات الشباب" في إحاطة المجتمع المدني الذي يقوده الشباب.
في عام 2022، أجرت مجلة فوغ البريطانية مقابلة معها، قائلةً: "إن أمن الموارد والصحة البيئية وتغير المناخ يُغير حياتنا، [ولكن] لا تيأسوا، فما زال بإمكاننا مواجهتها. ساعدوا الشباب، وعلموهم، ومكّنوهم ليصبحوا قادة المستقبل، وتأكدوا من ترك أرض صالحة للعيش لهم."